# Hynobius yiwuensis
Hynobius yiwuensis är en groddjursart som beskrevs av Cai 1985. Hynobius yiwuensis ingår i släktet Hynobius och familjen Hynobiidae. IUCN kategoriserar arten globalt som sårbar. Inga underarter finns listade i Catalogue of Life.